# Брацишув
Брацишув (пол. Braciszów, нім. Bratsch) — село в Польщі, у гміні Ґлубчиці Ґлубчицького повіту Опольського воєводства.
Населення — 93 особи (2011).

## Демографія
Демографічна структура станом на 31 березня 2011 року:
|          | Загалом | Допрацездатний вік | Працездатний вік | Постпрацездатний вік |
| -------- | ------- | ------------------ | ---------------- | -------------------- |
| Чоловіки | 52      | 6                  | 39               | 7                    |
| Жінки    | 41      | 5                  | 18               | 18                   |
| Разом    | 93      | 11                 | 57               | 25                   |